# Ben Ray Luján
Ben Ray Luján (ur. 7 czerwca 1972 w Santa Fe) – amerykański polityk Partii Demokratycznej, pochodzący ze stanu Nowy Meksyk. Senator Stanów Zjednoczonych (od stycznia 2021). W latach 2009–2021 członek Izby Reprezentantów Stanów Zjednoczonych. W latach 2015–2019 był przewodniczącym Democratic Congressional Campaign Committee. W latach 2019–2021 pełnił funkcję Asystenta Spikera Izby Reprezentantów.

## Życiorys

### Lata młodzieńcze i edukacja
Ben Ray Luján urodził się w Santa Fe jako ostatnie dziecko Carmen i Bena Luján. Jego ojciec był Spikerem Izby Reprezentantów Nowego Meksyku, natomiast matka przez 33 lata była zarządcą lokalnego okręgu szkolnego.
W latach 1990–1995 uczęszczał na University of New Mexico, jednak go nie ukończył. W 2007 roku uzyskał licencjat w Administracji Biznesowej na New Mexico Highlands University. Następnie był Zastępcą Skarbnika Nowego Meksyku, dyrektorem Służb Administracyjnych oraz dyrektorem finansowym Departamentu Spraw Kultury w Nowym Meksyku.

### Kariera polityczna
Po raz pierwszy Ben Ray Luján został wybrany do Izby Reprezentantów Stanów Zjednoczonych w 2008 roku. W 2010, 2012, 2014, 2016 i w 2018 roku uzyskiwał reelekcję.
W latach 2013–2015 był głównym zastępcą whipa Parti Demokratycznej. Od 2015 do 2019 był przewodniczącym Democratic Congressional Campaign Committee. Od 3 stycznia 2019 pełni funkcję Asystenta Spikera Izby Reprezentantów. W chwili objęcia tej funkcji był najwyżej postawionym Latynosem w historii Izby Reprezentantów.
1 kwietnia 2019 poinformował, że zamierza wystartować w wyborach do Senatu Stanów Zjednoczonych. Zwyciężył w przeprowadzonych 2 czerwca 2020 prawyborach Partii Demokratycznej (zdobył 225 082 głosy). 3 listopada 2020 został wybrany senatorem Stanów Zjednoczonych.
Pod koniec stycznia 2022 roku doznał udaru móżdżku.

## Poglądy polityczne
Jako kongresmen proponował zwiększenie płacy minimalnej. Popiera prawa osób LGBTQ+. Jest za zaostrzeniem przepisów dotyczących posiadania broni. Popiera ruch pro-choice. Uważa, że należy chronić społeczność imigrancką w Stanach Zjednoczonych.